# Kanton Sorbiers
 Sorbiers  is een kanton van het Franse departement Loire. Het kanton maakt deel uit van het arrondissement Saint-Etienne.
Het kanton Sorbiers werd gevormd ingevolge het decreet van 26 februari 2014 met uitwerking in maart 2015 met Sorbiers als hoofdplaats.

## Gemeenten
Het kanton omvat volgende 13 gemeenten :
- L'Étrat
- Fontanès
- La Fouillouse
- Marcenod
- Saint-Christo-en-Jarez
- Saint-Héand
- Sorbiers
- La Talaudière
- La Tour-en-Jarez